# Kvaløya (Troms)

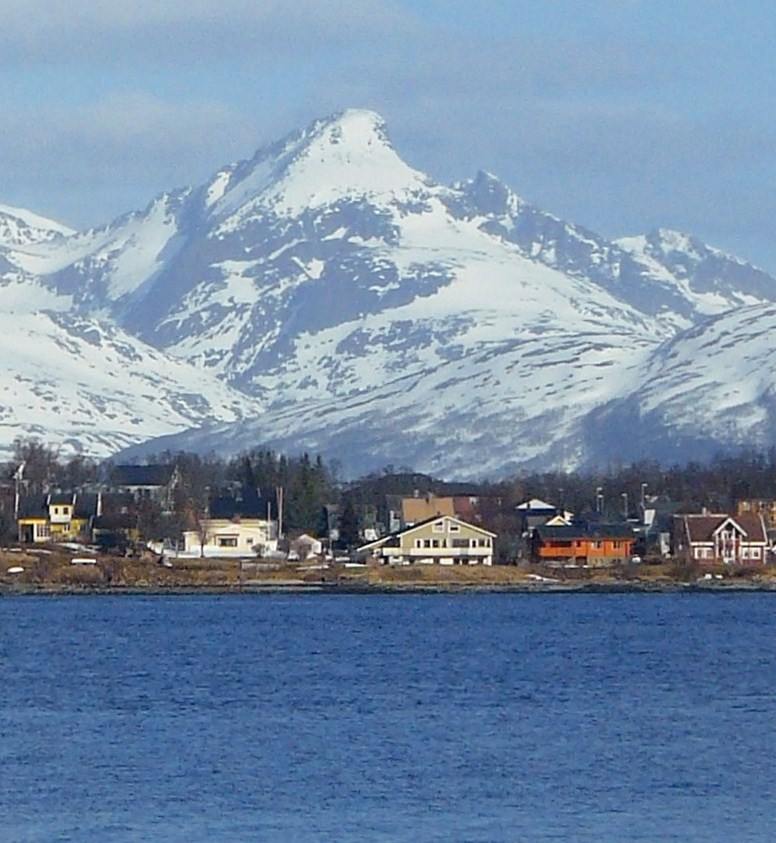
Le Store Blåmann en mai 2009.

Kvaløya (en same du Nord : Sállir) est la cinquième île de Norvège par la superficie (le Svalbard mis à part) avec 737 km2. 
Kvaløya appartient au comté (fylke) de Troms. L'île a une population de près de 10 000 habitants, dont la majorité vit à Kvaløysletta, à proximité du pont de Sandnessund qui relie l'île à celle de Tromsøya (où se trouve le centre-ville de Tromsø). L'île est également reliée à celle de Ringvassøy par le tunnel de Kvalsund, et à l'île de Sommarøy par le pont de Sommarøy. 

## Géographie
Il s'agit d'une île montagneuse, qui compte cinq sommets de plus de 700 mètres, et trois de plus de 1 000 mètres, le plus haut étant le Store Blåmann, avec 1 044 m.
Géographiquement, Kvaløya est presque divisée en trois par les fjords Ersfjorden et Kaldfjorden. la partie Sud de l'île, Kvaløya Sàllir, est elle même échancrée par les branches du Kattfjorden.

## Préhistoire
L'île de Kvaløya est peuplée dès l'âge de pierre (vers 5000 à 2000 ans avant J.C.). Plusieurs sites attestent cette présence.

• Le site de Skavberg (ou Skavberget), au sud de l'île, au bord du Straumsfjorden, compte 3 rochers décorés de gravures rupestres semblables à celles du site d'Alta.  

Gravures rupestres de Skavberg (Skavberg 3)
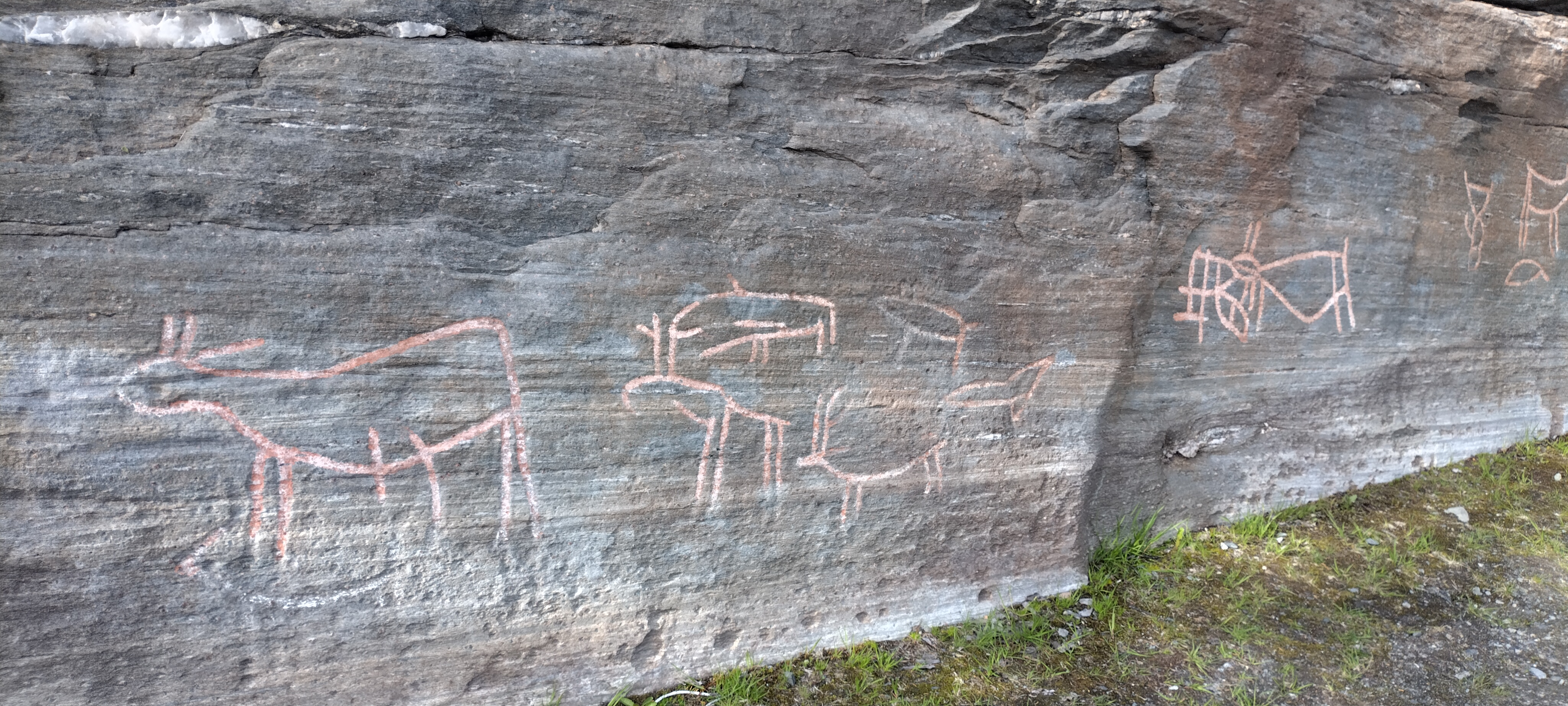
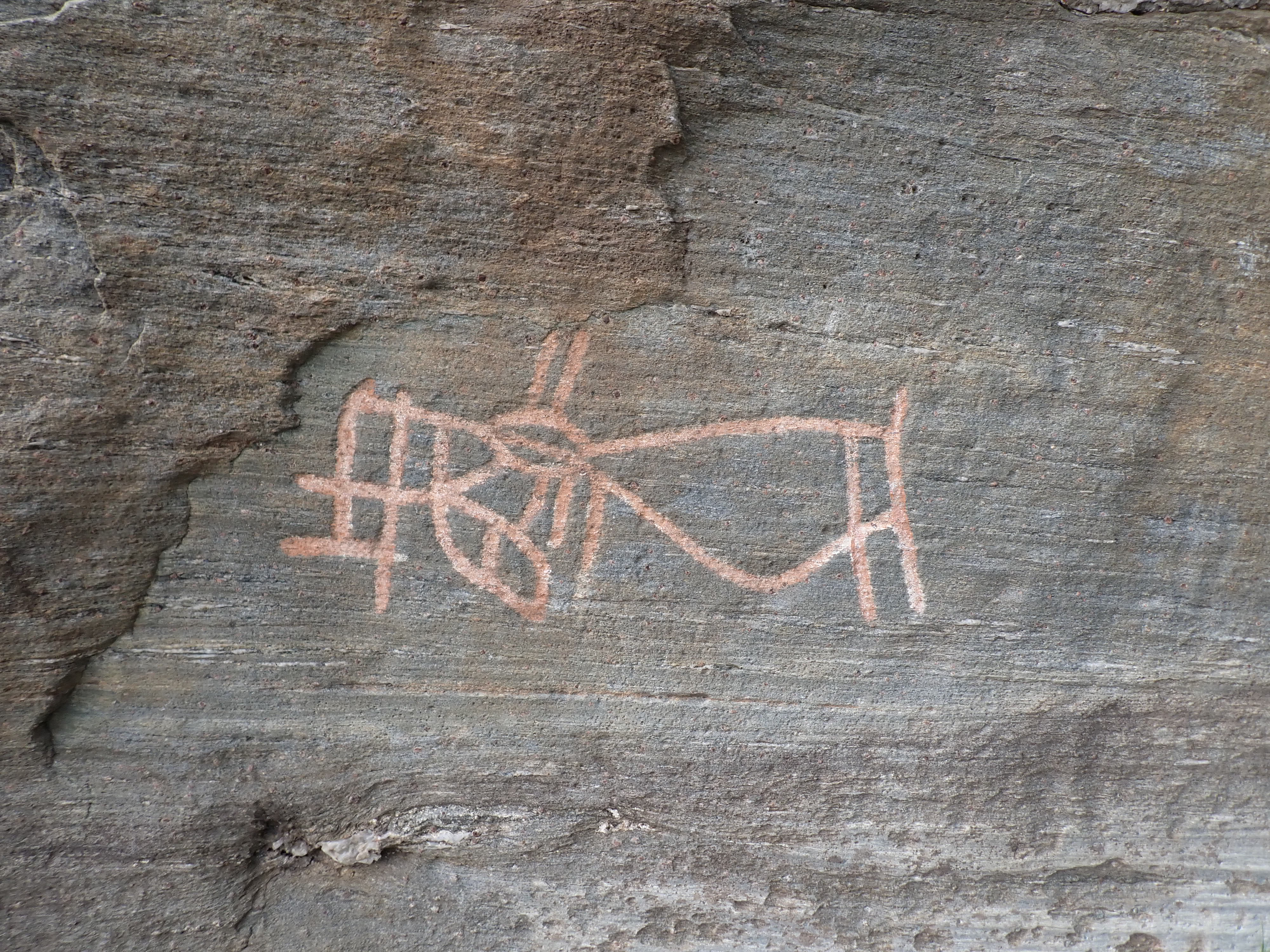
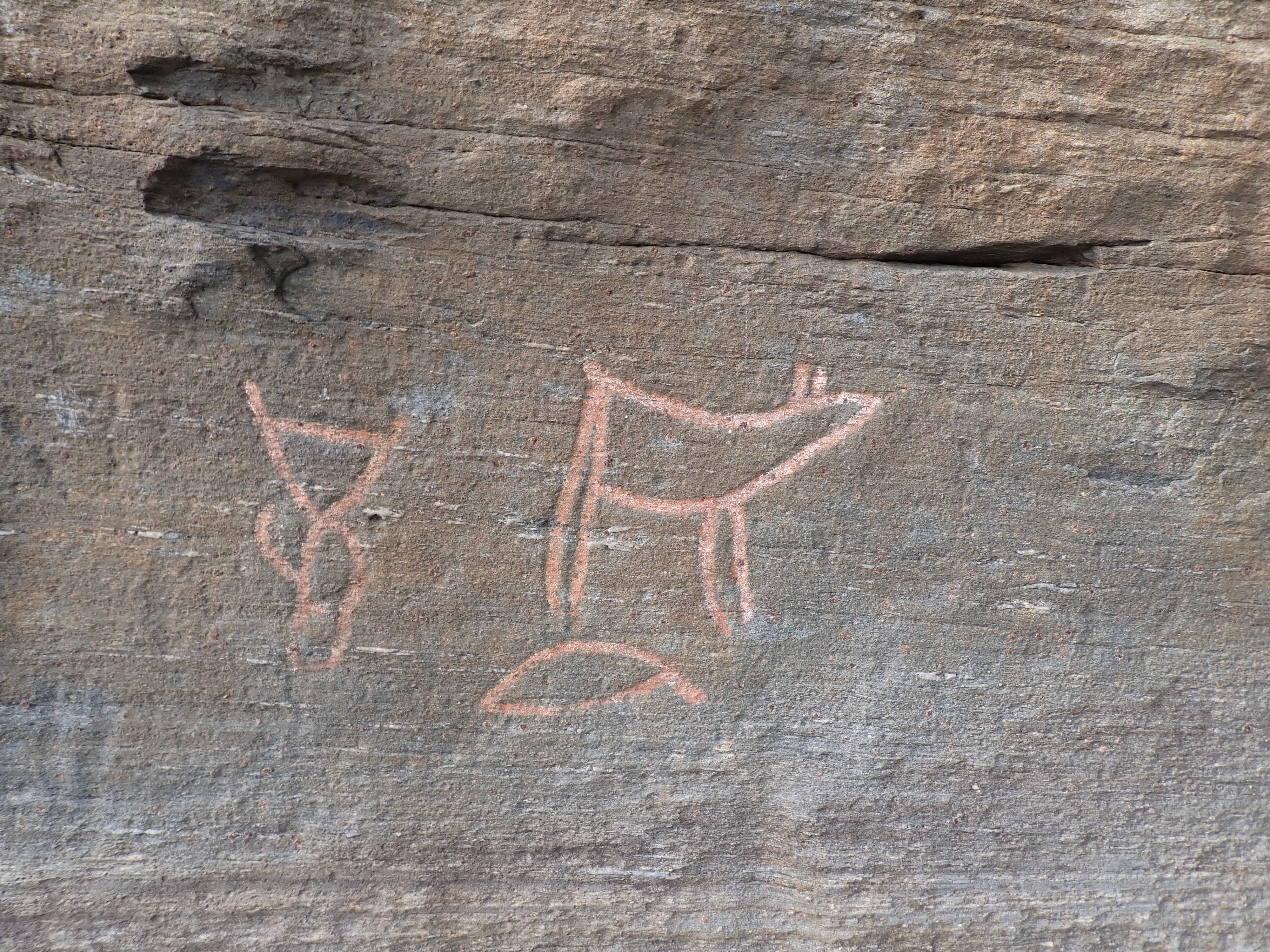